# 1661 en arts plastiques
| Années des arts plastiques : 1658 - 1659 - 1660 - 1661 - 1662 - 1663 - 1664    |
| Décennies des arts plastiques : 1630 - 1640 - 1650 - 1660 - 1670 - 1680 - 1690 |

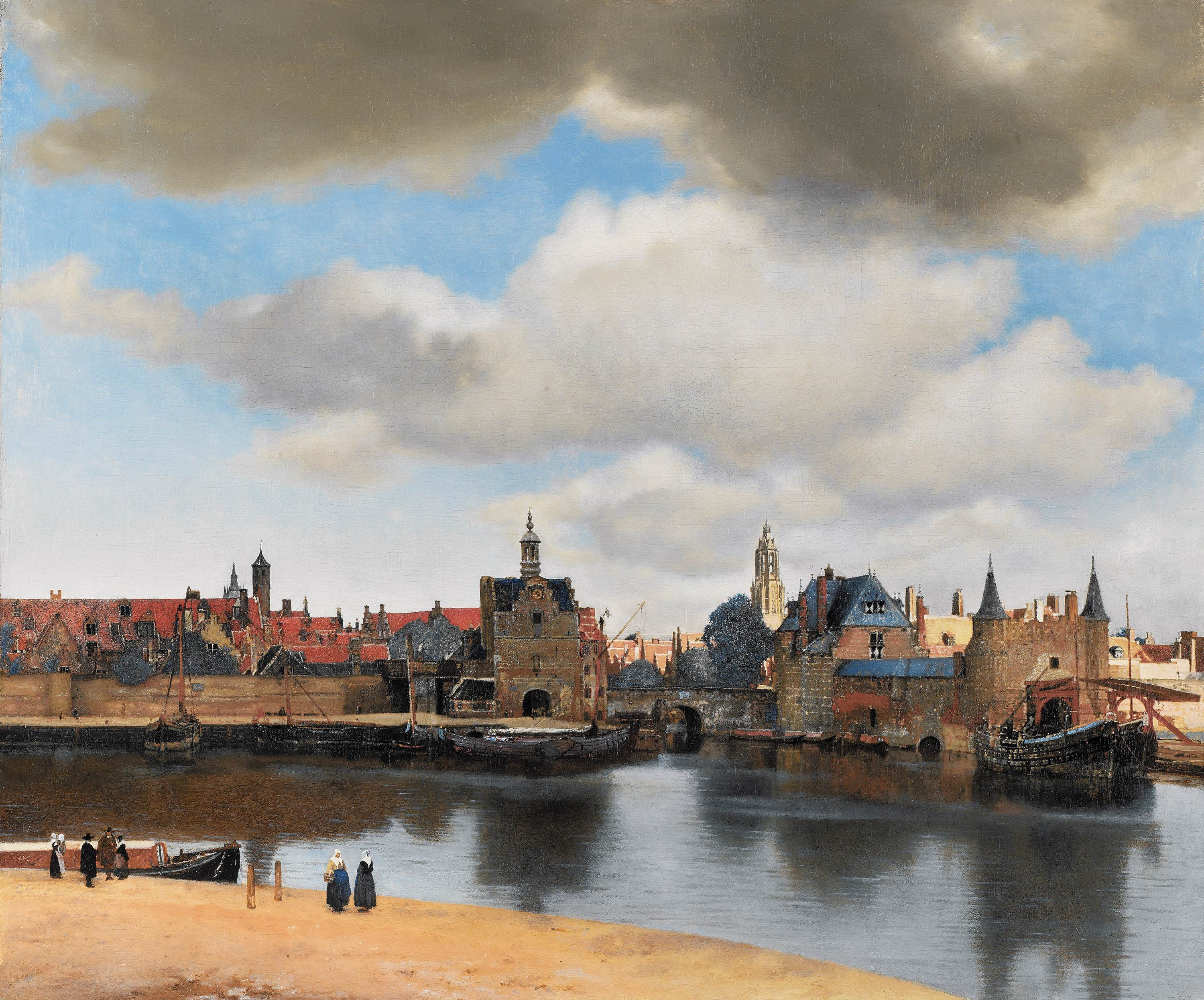
Vue de Delft de Vermeer (v. 1661).

Cette page concerne l'année 1661 en arts plastiques.

## Œuvres
- Saint Matthieu et l'Ange, tableau de Rembrandt.
- 1661-1662: Pierre Puget réalise son Hercule gaulois (musée du Louvre).

## Naissances
- 11 avril : Antoine Coypel, peintre et décorateur français († 7 janvier 1722),
- 16 avril : Stefano Maria Legnani, peintre italien († 4 mai 1713),
- 1er juin : Gaspard Rigaud, peintre français († 28 mars 1705),
- 22 septembre : Paolo Pagani, peintre rococo italien († 5 mai 1716),
- 22 novembre : Benoît Audran le Vieux, graveur français († 28 mars 1705),
- ? :
  - Scipione Angelini, peintre baroque italien († 1729),
  - Claude Charles, peintre français († 1747),
  - Giacinto Garofalini, peintre baroque italien († 1723),
  - Niccolò Lapi, peintre italien de l'école florentine († 1732),
  - Jacob Leyssens, peintre et décorateur flamand de l'époque baroque († 1710).

## Décès
- 23 mars : Pieter de Molyn, graveur, peintre, dessinateur et éditeur néerlandais (° 6 avril 1595),
- 16 mai : Dirk van Delen, peintre néerlandais (° 1605),
- 5 août : Cornelis Janssens van Ceulen, peintre et miniaturiste néerlandais (° 14 octobre 1593),
- 9 août : Peter Danckerts de Rij, peintre néerlandais (° 1605),
- 11 septembre : Jan Fyt, peintre flamand (° 1611),
- 28 octobre : Ottavio Amigoni, peintre baroque italien (° 16 octobre 1605),
- 30 octobre : Alexandre Adriaenssen, peintre néerlandais (° 17 janvier 1587),
- 16 novembre : Simon Luttichuys, peintre néerlandais (° 6 mars 1610),
- 22 décembre : Jan Gerritsz van Bronkhorst, peintre et graveur hollandais (° 1603),
- ? décembre : Isaak Van Oosten, peintre  belge (° 10 décembre 1613),
- ? :
  - Cecco Bravo, peintre italien (° 15 novembre 1601),
  - Francesco Curradi, peintre baroque italien de l'école florentine (° 15 novembre 1570),
- Vers 1661 :
- Wybrand de Geest, peintre néerlandais (° 16 août 1592),
- Après 1661 :
- Ignacio de Ries, peintre actif en Espagne (° vers 1612).